# はねバド!
『はねバド！』（The Badminton play of Ayano Hanesaki!）は、濱田浩輔による日本の漫画。高校女子バドミントンを題材にした作品で、『good!アフタヌーン』（講談社）にて2013年32号から2019年11月号まで連載された。2019年10月時点でコミックス累計発行部数は180万部を突破している。

## 概要
作者の濱田が『週刊少年ジャンプ』にて連載していた前作『パジャマな彼女。』と同一の世界観の物語であり、同作のキャラクターが本作にも登場する。
濱田自身は小3から高3までバスケットボール漬けの生活だったことから部活動をしていない『パジャマな彼女。』の主人公に感情移入できず、「部活にすべてを賭けるような雰囲気の青春スポーツマンガ」を描きたいと思ってたところ、2012年のロンドンオリンピックにおいて、バドミントンの藤井瑞希・垣岩令佳ペアが銀メダルを獲得した試合をテレビで見て、バドミントンが激しく動くスポーツだということを知らなかったが「このスピード感を漫画にしたら面白そうだ」と感じたたからだという。なぎさと綾乃は当時中学生と高校生でペアを組んでいた山口茜と大堀彩の印象を混ぜて作り上げられている。企画当時の設定では、綾乃は三角巾を被る定食屋の娘で、商店街の期待を背負いオリンピックを目指す女の子であったが、最終的には最初のアイディア通り高校を舞台とした部活ものに設定が変更された。
バドミントンの試合は高速で駆け引きが複雑なことからリアルすぎると読者に伝わりにくくなることや、バスケットボールを題材にした『どがしかでん!』では自身が経験者であるため客観的に見ることができなかったという反省を踏まえ、あえて試合を単純化し担当のアドバイスに従って選手へのインタビューも行わなかったという。
本作は単行本3巻までと4巻以降からで絵柄が大きく変化している。これは、濱田の描きたい物語が連載を通して明確になってきたため。絵柄を変えることで試合の描写がより迫力のあるものになり、本格的なスポーツものを描けると判断した濱田が作風を模索した結果、4巻以降の絵柄が変化した。その話題性もあり、5巻以降の発行部数は4巻までの発行部数よりも増えることになった。全体的な作品の要素としては「努力と才能」「敗北による成長」「二人で成長する」ことを特に強く描いている。また、第2部より展開される「全国大会編」では、7巻まで「神童」として描かれてきた綾乃が、全国の神童たちが集まる大会において「フィジカルで劣る普通のプレイヤー」として描かれている。これは、かつて神童と言われていた子が進学した途端に平凡になったり消えていく姿を見てきた濱田が、元神童だった子の苦しさや頑張りを綾乃で描きたいと思ったためである。
2018年6月29日には講談社ラノベ文庫により、フレゼリシア女子短大付属高校を舞台とした小説『小説 はねバド！』が刊行されている。執筆は望月唯一。
2018年7月から10月にかけてはテレビアニメが放送された。アニメ版では物語の展開や各キャラクターの設定、演出などが原作から一部変更されている。

## あらすじ

### 第1部
神奈川県にある北小町（きたこまち）高校バドミントン部、ここで新たにコーチを受け持つことになった立花健太郎だが、練習が厳しすぎると部員が続々とやめていき、新主将となった荒垣なぎさも彼に反抗的で部は分裂寸前、大会出場の頭数も足らないほど窮地に立たされていた。
そんなとき、立花はふと、羽咲綾乃という新1年生に出会う。一見気弱で華奢な彼女だが、軽々とローファーを履いたまま木を駆け上るほどの運動神経の持ち主で、左手にはバドミントンの経験者らしきマメもあった。そこで、彼は綾乃を部員にしようと画策するが、彼女から絶対に嫌だと拒絶される。そんな時、なぎさは綾乃の姿を見て動揺する。実は、全日本ジュニア選手権で彼女は綾乃と名乗る人物に、スコンク（シャットアウト負けのこと）で惨敗しており、そのときの恐怖が思い起こされたからだった。
結局、綾乃は入部しないままだったが、やる気半ばの状態で挑んだなぎさとのマッチに敗れ、北小町高校とフレゼリシア女子短大付属高校の練習試合に、強制的に参加させられることに。そこでも彼女は動転し、思わずチームの輪から抜け出してしまうが、迷子のさなか留学生のコニー・クリステンセンに出会う。彼女は、逃避行動を繰り返す綾乃に対し「もっと繋がりあえばいい」と進言し、その言葉を受けて綾乃は再びラケットを握るようになる。しかもコニーは数年前失踪した自分の母親のことを知っているといい、そのことが後の綾乃の人生と価値観を大きく左右することになる。
その後、綾乃は北小町高校バドミントン部に入部するが、入部早々顔を出さなかったり、友人に嗾けられるまで練習を怠けたりと、何かとちぐはぐな状態が続く。そんな矢先、彼女は宿命の相手ともいえる芹ヶ谷薫子に遭遇、練習試合で彼女に惨敗を喫する。だが、そこからスイッチが入り、県大会本戦では「ボコボコにするために来た」と告げ、有言実行で薫子を圧倒する。それを見ていたバドミントン連盟会長のヴィゴが綾乃に対し「母親に会わせる」という約束で会場から連れ出し、謎の中国人選手“羅小麗”と対戦させる。圧倒的な実力差を垣間見せられ、しかも、これを逃したら母親にもう会えなくなるというという窮地の彼女だったが、そこで眠っていた闘争本能と才能が目を覚まし、相手に対し不敵な笑みを浮かべるまでに。そこから、彼女の態度は次第に豹変していき、予選で完膚なきまでの圧勝を繰り返していく。一方でこの大会に人一倍強い思いを寄せていた荒垣なぎさは、スランプから脱出し、次々とライバルを撃破、そして2人は決勝の舞台で互いに矛を交えることとなる。

### 第2部
なぎさとの熱戦を繰り広げ、北小町高校の主力選手となった綾乃だったが、同時に迷いも生まれていた。それは、自分は伸び悩んでいるのではないか、自分は相手に対し、驕っているのではないか…と。それを見透かしていたのはライバルの芹ヶ谷であり、彼女は自分なりの持論を綾乃に打ち明ける。それによって目が醒めた綾乃は、ある決意をする。それはもっと強くなるために北小町高校バドミントン部から退くことで、仲間との辛い別れを遂げる。一方、膝を痛め団体戦を欠場していたなぎさは、立花コーチとマンツーマンで全国大会へ照準を合わせ、2人は全国大会の大舞台に顔を出す。しかし、そこには三強と目される益子泪、志波姫唯華、津幡路と、デンマーク人でプロ選手としても活躍していたコニー・クリステンセンやその他全国の強豪が待ち構えており、想像を絶する激戦の火蓋が切られる。

## 登場人物

### 北小町高校
本作の主人公羽咲綾乃が通う神奈川県の公立高校である。インターハイ用のユニフォームは、身体のラインに沿ったピッタリしたシャツとスパッツという露出度の高いものとなっている。
※はアニメ版のみの登場人物。
登場人物の苗字は神奈川県の地名が多い。
羽咲 綾乃（はねさき あやの）
声 - 大和田仁美
本作の主人公。1年生。右利き（バドミントンでは左利き）。身長151センチメートルとバドミントン選手としては小柄な体格。
驚異的な運動神経と左手にラケットを握る競技の経験者のようなマメをバドミントン部のコーチである立花健太郎に認められ、入部の勧誘を受けることになる。本人はバドミントンの経験はあるがあまり好きではなく、入部の勧誘にも快く思っていなかったが、なぎさとの賭けに敗れ、そしてコニーの言葉もあり入部を決める。その素性は全日本10連覇の実力を持つ母親より幼少時から英才教育を受けてきた天才少女で、なぎさにトラウマを植え付けた神藤綾乃と同一人物である。
高い選球眼と瞬発力、読みの鋭さを生かした守備力重視型で、子供のころから培ってきたラリーを続けるバドミントンが身上。また、本能的に相手の嫌がる場所へ攻める才覚も持っており、左から繰り出されるカットスマッシュや咄嗟の右手での攻撃など多彩な武器を持つ。それだけでなく精神攻撃も得意とし、相手からは体力と思考力が奪われると評される。その反面、小柄な体格のため筋持久力や体力面に不安を抱え、特に攻撃面においては決定力が弱く、フルショットを連発しないといけないことで、筋肉と体力を大いに消費してしまう。また、メンタル面も脆い一面があり、自分自身が伸び悩んでいるとか、他人に対し驕っているとか不安視していた場面もある。
中学時代に芹ヶ谷薫子に初めて試合で敗れた直後、母である有千夏が、本人の抱く教育方針から家を出て行ったこと、そしてその後母親に再会したい一心でバドミントンを続けるも、いつしか孤独感に苛まされ、一度はバドミントンから退くきっかけとなった。その後再びバドミントンを再開する中で母と再会したいと強く願う一方で、今さら彼女と会っても自分に得るものはないと悟り、単なる「越えたい壁」として認識するようになる。しかしその内心は母親にもう会えない辛さを秘めており、もっと強くなることで、それまで自分をバドミントン選手として育ててくれた母親の意思に応えるのが自分の出した答えという信念に基づいている。
登場当初は気弱で臆病な少女として描かれるが、薫子の推測によると生来より母親譲りの攻撃的で負けず嫌いの性格であり、有千夏が綾乃の許を去った反動と、過保護な周囲の環境により本来の感情が押し殺されていたとされる。しかし、次第にバドミントン選手としての意志が呼び覚まされると、生来持っていた傲慢な性格が露顕する一方で、逆に自分が本能的に意識していた「人とのつながり」を損ないつつある姿に気付き、涙ながらに（人として）優しくなりたいとも強く願うようになり、それまで以上に人とのつながりを強く意識するようになる。また、気弱だった頃は小声という設定であり、吹き出しに対する写植文字が相対的に小さく描写されているが、物語が進むにつれ見られなくなる。作者は綾乃について、「周囲は性格が変わった、とか言われていますが、僕の中では変わってしまったとは感じていないんです。1話からいわゆる大人しい良い子としては描かなかった記憶があります。（中略）…気を遣ったりできない子という印象です。」と述べている。
プライベートでは親友のエレナ、のり子と一緒にいることが多く、試合中にはない爛漫な笑顔も見せる。その他、バド部の先輩にあたる悠や空からはあやのんと呼ばれているなど仲が良い。肉まんが好物なのか、よく食べているシーンがある。
インターハイ個人戦にて神奈川県代表としてなぎさと共に出場し、強豪と戦っていく。 
アニメ版
全日本ジュニア選手権では「神藤」ではなく「羽咲」で出場していた。また、小声で喋る、のり子と幼馴染という設定はなくなっている。

荒垣 なぎさ（あらがき なぎさ）
声 - 島袋美由利
女子バド部主将。3年生。右利き。174センチメートル。
ショートカットの美少女で、スタイルもよく高身長、豊満な胸を持つ。ほかの部員たちから「お色気担当」とからかわれ、劇中初期はお色気担当となっていた。綾乃とは対照的に攻撃力重視型のバドミントンを仕掛け、威力抜群のジャンピングスマッシュを武器としており、実力も全国レベルである。しかし選球眼に劣り、そして攻撃的な性格ゆえに際どい弾道（アウトコース）を全て食らい付いていってしまう性質を持っているため、膝を故障する遠因にもなる。これについては健太郎のアドバイスにより、相手の行動を自分の攻撃力でコントロールして相手に左右に動かされることがなくなり、膝の負担を減らす戦術を習得している（ただし、ジャンピングスマッシュを連打すると膝に負担が凄くかかってしまう）。また、登場当初は全日本ジュニア選手権でまだ中学生だった綾乃にストレート負けしたことに起因し、鋭いスマッシュが打てなくなるスランプに陥っていた。それでありながら、プライドは人一倍高く、当初は自分を当て馬にしようとした立花（実際は彼女の誤解だった）を快く思っておらず、また新たに入部した綾乃に対しても強いコンプレックスを抱くが、後にコーチのアドバイスなどもあって自分らしいプレイを取り戻し、そして人間的にも成長していく。
県大会シングルス決勝で綾乃を破りインターハイ出場を決めるが、膝を傷めたため、団体戦への出場を断念する。後に、リハビリメニューをこなしつつ、インターハイ個人戦には神奈川県代表として出場し、試合の中で苦手を克服していくなど、目覚ましい成長を遂げ、強敵と戦っていく。
父親はパイロットで、滅多に家に帰ってこない。
作者は自身にとって最も感情移入しやすいキャラクターだと述べており、バドミントンが心から好きで、そのために成長していくことができる才能を持った人物と答えている。
アニメ版
立花健太郎の厳しすぎる指導により部員が減少した原作と違い、アニメ版ではなぎさによる厳しい練習により部員が減少している。また、スランプ中は周りに厳しく当たっており、部員たちからはよく思われていないのと同時に心配もされているが、スランプを克服したなぎさの謝罪により再び一致団結することになる。

泉 理子（いずみ りこ）
声 - 三村ゆうな
女子バド部副主将。3年生。右利き。163センチメートル。長い黒髪をポニーテール風に後ろでまとめている。また、眼鏡をかけている。
バド部のまとめ役。ダブルスでは綾乃とペアを組むことが多い。自分には才能がないと感じており、綾乃となぎさに対し劣等感を抱いている。しかし、後に持ち前の分析力と的確な判断力を武器に頭角を現し、コントロール重視型での相手にミスをさせて得点を取る戦法を編み出し、横浜翔栄高校のA特待生、橋詰英美に勝利するまで成長を遂げる。一方で、同じタイプの大会個人戦シングルスでは三回戦で逗子総合高校の強豪の石澤望に敗れており、団体戦シングルス準決勝でも芹ヶ谷薫子に敗北する。
家族に母親と弟に黄太郎（きたろう）、妹に雅子（まさこ）、貴子（たかこ）、一番下の妹の3人がおり、仕事で帰りの遅い母に代わり家事や弟たちの世話をしているため、遅くまで練習できない。
アニメ版
原作と違い、全日本ジュニア選手権の観戦に行っていたため、対戦相手の綾乃を知っており、偶然学校で見かけた際にはすぐに気付いている。

立花 健太郎（たちばな けんたろう）
声 - 岡本信彦
バド部男子女子兼任のコーチで作中の主要人物の一人。あざみ野体育大学に通う大学生。右利き。181センチメートル。髪を金髪に染めている。
北小町高校のOBであり、バド部のコーチとして赴任するが、彼の厳しい練習が原因で半数以上の部員が退部し、部員集めに追われることとなる。また、顔立ちは二枚目なのに、部員集めに躍起になる余り奇妙な行動や言動を繰り返していたため、北小町バド部からは変態やおじさんなどと散々な言われようであった。しかし、後になぎさや綾乃、エレナたちバド部員たちから信頼を集められることになり、他校監督からも一目置かれる存在となっているなど、自身も大会を通して成長している。本人の口からは言わないが、インターハイ男子個人シングルス制覇の実績があり、オリンピックに出て金メダルを獲ることを強く夢見ていたが、彼自身、実業団の時に膝の大怪我でオリンピック選手への道を断念した過去があり、その夢をなぎさや綾乃に託している。
作者によると、唯一の男性のメインキャラであるため、ハーレム化しないようにバドミントンへの情熱を強調して描写されている。しかし、劇中には荒垣なぎさとの異性関係を強調したような描写も多い。
アニメ版
赴任のタイミングが原作から変更され、部員減少後にコーチに就任している。そのため、序盤から部員たちの信頼を得ている。

藤沢 エレナ（ふじさわ エレナ）
声 - 小原好美
綾乃のクラスメイトで幼馴染。1年生。バド部マネージャーから部員に転向する。165センチメートル。
なぎさの団体戦欠場により、親友の綾乃やほかの部員たちを助けたいという思いから選手として参加する。中学まではバスケットボール部員だった。世話焼きな性格で、それ故マネージャー入部前からバド部にこき使われていた。また、登場当初は、気弱だったころの綾乃の用心棒的役割をしており、今なお綾乃にとっても、気を許し本心を打ち明けることができる親友の一人である。気が強く好奇心も強いが、けっこう怖がりな性質も持っている。
アニメ版
幼少期のころから綾乃と母の有千夏のバドミントンの練習を傍で見ており、有千夏とも面識がある。また、有千夏の失踪についても知っている。綾乃に楽しくバドミントンをしてほしいという想いから、綾乃をバドミントン部に連れて行き、自身はマネージャーとして入部する。綾乃の変化にいち早く気づいており心配している様子も見られる。

三浦 のり子（みうら のりこ）
声 - 岩橋由佳
綾乃のクラスメイトで幼馴染で眼鏡をかけた1年生。バド部マネージャー。163センチメートル。エレナと違い劇中での出番は少なく、綾乃と彼女が二人だけで絡む場面はない。
アニメ版
幼馴染設定自体が消えており、バド部にも入部していない。

海老名 悠（えびな ゆう）
声 - 石川由依
女子バド部員。2年生。149センチメートル。
陽気で快活なバド部のムードメーカーだが、劇中当初は不真面目な態度が目立つ。1年のころから空とペアを組んでおり息はぴったりだが、基本的な実力に劣っており、フレゼリシアの美里・白石コンビには惨敗し、県大会予選でもほとんど勝てていない。後に荒垣の後任部長となり、綾乃の強化選手参加の後押しをした。
伊勢原 空（いせはら そら）
声 - 松井恵理子
女子バド部員。2年生。伊勢原学の妹。162センチメートル。
1年のころから悠とペアを組んでいる。劇中当初は体調が悪かったようで、時折咳き込んでいる。糸目であり、目を開くのは特別に感情を揺り動かされたときなどごく稀であるが、設定資料には開いた目の姿も描かれている。
アニメ版
第5話で、敗戦の言い訳する綾乃を諭す時に目を開けた（アニメ第1話から通しても初開眼である）。

伊勢原 学（いせはら がく）
声 - 山下誠一郎
男子バド部員。3年生。伊勢原空の兄。170センチメートル。
理子が2年間まともに声を聴いたことがないほど無口であるが、妹である空とはよく話すらしい。空からはガックンと呼ばれている。神奈川県予選個人戦シングルスベスト4。
葉山 行輝（はやま ゆきてる）
声 - 沢城千春
男子バド部員。2年生。157センチメートル。無口な学とは対照的に活発で明るい性格。なお、元の設定資料には学と葉山以外にも数人男子部員が描かれていた。
アニメ版
学と同学年の3年生に変更されている。
太郎丸 美也子（たろうまる みやこ）
声 - 小松未可子
バド部顧問。31歳。独身。作者の前作『パジャマな彼女。』のスピンオフキャラである。
バドミントンに関しては素人。部員が県大会で好成績をあげると校長にボーナスをせびるなど金に汚い。いい加減な性格だが、視野が広く周囲を丸く収める能力に長けており、とりわけ第二部では羽咲母娘との関係を修復するきっかけを作った人物として描かれている。

#### バド部以外の生徒
大船 友香（おおふね ともか）※
声 - 明坂聡美
元女子バド部員。2年生。アニメ版ではなぎさによる厳しい練習により不満を抱き最後は智子や恵と一緒に女子バド部を退部した。その後バド部とは友達関係は続いてる。綾乃とは県予選女子シングルス決勝まで面識がない。
犬養 智子（いぬかい ともこ）※
声 - 阿部里果
元女子バド部員。2年生。友香の親友の一人。
松下 恵（まつした めぐみ）※
声 - 矢野優美華
元女子バド部員。2年生。友香の親友の一人。退部した後は予備校に通っている。
西園寺 影文（さいおんじ あきふみ）※
声 - 逢坂良太
男子テニス部員。2年生。去年1年生にして県代表になったうえ大手芸能事務所に所属する超イケメンで、女生徒からアイドルなみに人気が高い。

### フレゼリシア女子短大付属高校
宮城県のバドミントン強豪校で、通称「フレ女」。インターハイ用のユニフォームは、太腿の露出した（体操競技および新体操のレオタードに近い）大胆な衣装となっていたが、後に普通の丈のショートパンツに差し替えられた。登場人物の苗字は宮城県の地名となっている。前年は団体戦準優勝高で、今年は団体戦優勝。今年は個人戦、ダブル戦、団体戦の全ての県代表の枠を獲得している。本編の1年前を描く外伝小説『小説 はねバド!』の舞台となっている。
コニー・クリステンセン
声 - 伊瀬茉莉也
作中の主要人物の一人で、デンマーク出身のプロ選手。綾乃にとって一度も会ったことがない義理の妹。身寄りの無い孤児だったが、綾乃の母、有千夏に育ててもらったことで、彼女のことは肉親同然に慕っている。また、彼女からバドミントンの英才教育を受け、天性のセンスと恵まれたフィジカルを持ち、ヴィゴにスカウトされた。しかし、“お姉ちゃん”と呼び慕っていた綾乃に会うため、団体組織を抜け出し日本に留学する。
来日当初は育ての母親に対する執着心と独占欲に溢れ、また、生来のマイペースな性格、突然の家庭環境の変化から来るホームシックなどで留学生活がうまくいかず、また綾乃に会いたい一心で逃避行動にも走っているが、志波姫によって絆されてから、人とのつながりを大切にするようになる。その経歴があるため、同様に逃避行動を繰り返していた綾乃に対し、「人とのつながり」を教えた相手にもなっている。だが、マイペースで気分屋な性格は相変わらずで、新たにコーチに赴任した有千夏をたびたび困らせている。練習試合で綾乃と理子のペアに敗れた後、綾乃とインターハイで会うと約束し練習を重ねるが、彼女の夢はもう一度3人で仲良く暮らしたいという思いが強い。
バドミントンの腕前は、長い手足と高い身体能力を活かした攻撃プレイだけでなく、ネット前でのラケットワークも巧みで、弱点らしい弱点が見当たらない、全てのプレイを高次元で行えるパーフェクト・オールラウンド型である。また、試合の中で自分の流れを作るセンスに長けており、どんな相手にも合わせてくる天性のセンスがある。日本でも実力を発揮し、三強の一角である志波姫を宮城県大会決勝にて破っている。団体選手優勝メンバーの一人で、個人戦にも出場。
準々決勝でなぎさと当たり、本人が試合を楽しもうとしたことが裏目に出て消耗戦となり、フルセットの末に相手の棄権により辛勝を収める。だが、その後の津幡戦では格の違いを見せつけることになり、圧勝する。決勝では長い髪を切り落とし、綾乃に挑むことになる。
志波姫 唯華（しわひめ ゆいか）
声 - 茅野愛衣
3年生。バドミントン部主将。外伝小説『小説 はねバド!』のメインキャラクター。身長165センチメートル。
大学生を破るほどの実力の持ち主であり、周囲の評価に振り回されない、余裕のある性格。部員を家族と思い大切に扱っている。胆力が強く面倒見が良い一方で、サディスティックな性質も持ち合わせており、コニーやほかの部員をしょっちゅういじっている場面もある。インターハイシングルスでは怪我持ちの状態でベスト8だったが、春の選抜大会では全国制覇をするなど三強に目されている一人で、宮城県大会でもコニーと最後まで接戦を繰り広げたほか、実力で益子を破ったこともある唯一の高校生選手。高い技術と戦略、戦術の豊富さに加え、常に落ち着き払った強靭なメンタル、相手の嫌がるポイントを徹底して攻めるバドミントンIQの高さ、益子すらもきちんと返せたことがないと評されるドロップショットを仕込んだフェイク攻撃、そして正確無比のコントロールを武器とするなど高校生としてコントロール重視型の完成形。また、どんな相手でも後半に粘りを発揮するため、前半でリードされると相手は厳しい戦いになると評されている。加えて、絶対的な読みの的確さを持っており、どんな相手の攻撃も攻略の糸口を見出してしまう、底知れぬ強さを持ち合わせている。
その才能の片鱗は幼少時から見せ、少女時代は小柄な体格で、フィジカル面で大きくハンデを負っていたものの、周囲からは技の志波姫と評価されていた。後に高学年ぐらいから背が伸び、親友の美里を追い越している。
淡々と自分のやるべきことをこなすだけという大人顔負けの落ち着きを持つ一方で、1年から部の副主将を負うことになるなど、物事に対して責任感が強すぎる余り自分を客観的評価しかできず、より強い相手に対する闘争心、克己心に欠けている部分を監督や親友に見透かされており、試合中に親友の美里や監督の亘理から発破や言葉をかけられている。その後に、対綾乃戦で、本人曰く益子に遠慮していたというジャンピングスマッシュも放って周囲を驚かせている。
インターハイ個人戦では第1シードとして出場。準決勝で綾乃と対戦し、フルセットの末、綾乃の魔球、ハルダウン・クロスファイアによって試合終了までに対応策を出しきれずに敗北し、初めて仲間の前で感極まって号泣することになる。
作者はインタビューで、なぎさとともに読者人気が高いキャラクターだと答えており、アニメ化以前でも同性人気の高い登場人物として挙げていた。
多賀城 ヒナ（たがじょう ヒナ）
声 - 小田切優衣
2年生。色黒の短髪で、やや野生児的な豪快さがある。小柄だがスピードがあり、力も強い。本人曰く山育ち。コニーとダブルスを組み綾乃・理子と練習試合を行うが、綾乃を危険と判断し棄権を申し出る。団体戦優勝メンバーでレギュラー唯一の2年。
相手の技量が本能で分かり、触れてはいけない相手（危険な相手）とは、すぐに試合を降りる。
雄勝 冴子（おがつ さえこ）
声 - 福田芽衣
3年生。ショートヘアで髪留めをしており、背は高め。また、ほかのレギュラー部員より落ち着いた性格をしているが、言葉は荒い。劇中初期の合同合宿ではなぎさと対戦し敗れている。団体戦優勝メンバー。
美里 さき（みさと さき）
声 - 矢野優美華
3年生。副主将でポニーテールの少女。スズとダブルスを組み、悠・空ペアと対戦。団体戦優勝メンバー。温厚な性格である一方、感情的な部分もあり、志波姫戦ではビンタ一発で彼女を奮い立たせるなど、衝動に駆られる行動も目立っていた。その志波姫とは幼少のころからの知り合いであり、一番の憧れであるとともに絶対的な信頼、親友関係を築いており、志波姫にとっても本心から気を許せる相手となっている。ダブルスでは白石とともに決勝戦まで駒を進めるが、益子・旭ペアに敗れる。
白石 スズ（しらいし スズ）
声 - 武田羅梨沙多胡
3年生。片眼が前髪に隠れている。さきとダブルスを組み、悠・空ペアと対戦し圧倒している。団体戦優勝メンバー。基本的に寡黙で一番冷静。またダブルスでは美里と組んでおり、抜群の呼吸でインターハイ決勝まで駒を進める。
矢本 千景（やもと ちかげ）
声 - 阿部里果
3年生。長髪で内ハネの少女。糸目で睫毛が長く背も高い。団体戦メンバーの一人だが、他のメンバーと違い試合描写はなく、設定資料以外に名前が判明するのは単行本の備考欄からである。観戦中には綾乃のことをおチビちゃんと呼んでいた。
若柳 小町（わかやなぎ こまち）
小説版の主人公。ヒナは同学年で好敵手。限界を感じ中学でバドミントンを辞めるつもりだったが、唯華に憧れバドミントン部に入る。彼女の意向により寮で同室になる。
亘理 壮一郎（わたり そういちろう）
声 - 岩崎ひろし
監督。56歳。洞察力に優れ、特に志波姫に対しては、色々とレベルの高い要求をしている描写が目立つ。また、若いころは選手であり、ヴィゴとも対戦したことがある。

### 港南高校
制服、ユニフォームにフリルが着いている。公立校で実力は北小町と大差無かったが、小中と連携して育成カリキュラムを組んだり、経験豊富なコーチを招聘するなどして強化してきた。神奈川県大会団体戦準優勝。
芹ヶ谷 薫子（せりがや かおるこ）
声 - 下田麻美
港南高校に入学している1年生。作中の主要人物の一人。頭部のリボンとツーテールが特徴で、身長はそこそこ高く、パワーもある。髪が桃色。いわゆる高慢なお嬢様で「ですわ」が口癖。思い込みの激しい性格の持ち主で、彼女と邂逅したことが綾乃の人生に大いなる変化を与える。
派手な見た目とは裏腹に繊細で、データや技術を巧みに操り、相手の裏を掻いて攻めるコントロール重視型であり、メンタル面も鍛え上げられている。また、負けず嫌いの努力家であり修正力も高く、立花からも綾乃と全く対照的な性質と評されている。綾乃からも強いと言われるほど、バドミントンの実力は高い。中学生県大会優勝者で全中出場の経験があり、高校インターハイでも大会優勝候補といわれた実力者だが、個人戦シングルス3回戦で綾乃と対戦し敗れる。それ以前にも綾乃とは作中に2度対戦成績があり、初めて試合で負けた相手である綾乃をライバル視している。そして同時に、絶対的な才能（天賦）差を思い知らされ、恐怖にも感じている部分がある。一方の綾乃にとっても、薫子は初めて試合に破れた相手であり、(綾乃との試合の前に、公平を期するため彼女を監禁し、自分がひいた風邪をうつすという狂気じみた事をしていた）それがきっかけで母親失踪の引き金にもなっているため、本能的に苦手意識が植え付けられている。このような経緯から綾乃は彼女にトラウマを覚え、「去り際香る子」と呼び接触を避けていた。しかし、綾乃の内面や生来の性格を一番把握していたのも彼女であり（本人曰く、性格が似たもの同士または性格が相思相愛）、彼女に潜む負の感情に対し、何時となく檄を飛ばしており、後に綾乃に感謝されたりもしている。なお、綾乃が髪に結っているお気に入りのハンカチは、試合前に（負けた時のために）涙を拭くようにと皮肉交じりで渡したものであった。
インターハイでは笹下とともに、個人戦ダブルスで神奈川県代表として出場。準々決勝にて益子・旭ペアに敗れる。
初期には、北小町バド部からは軽く見られている立花を、素敵な殿方と評し、一定の好意を抱いている描写も見られた。また、親衛隊らしき男子生徒も描かれていたことがある。
笹下 ミキ（ささした ミキ）
声 - 宮本佳那子
1年生。薫子の友人で、小柄な体格。落ち着きのない性格で、そのたび薫子に力ずくで制動されている一方で、薫子の一番の理解者でもある。
団体戦シングルスでは綾乃に惨敗を喫しているが、個人戦ダブルスでは薫子と組み県大会で優勝、インターハイ出場を決めているなど実力はある。右利きでカットスマッシュも持っている。インターハイでは準々決勝にて、益子と旭のペアに敗れる。
里見 杏香（さとみ きょうか）※
声 - 白石晴香
薫子やミキの先輩。県予選女子シングルスでは綾乃に同点まで粘るが実力差で敗れる。

### 逗子総合高校
2年前まで団体戦連続優勝を重ねた強豪校。団体戦に優勝し、インターハイ出場を決める。
石澤 望（いしざわ のぞみ）
声 - 櫻庭有紗
3年生。なぎさや理子とは同じ中学出身で県大会の強豪の一人。手首が柔らかく、ラケットコントロールに長けていて、コントロール重視型である。準決勝でなぎさと対戦、監督である倉石の指示に合わせて試合を行うが、なぎさの説得を受け、自分のバドミントンを見つけるため試合に臨むも、個人戦準決勝で敗れる。後になぎさと邂逅し、友達として打ち解ける。インターハイ団体戦では志波姫と対戦して、同タイプであり格上の力を見せ付けられるも、自分自身のバドミントンで精一杯プレイする。
倉石（くらいし）
声 - 遊佐浩二
逗子総の監督。厚底眼鏡とタラコ唇が特徴の中年で、試合巧者。データ分析を重視し、選手や挨拶なども徹底する管理型。また、なぎさの欠陥を見抜き、特待生を取り消しにした因縁がある。
勝ちにこだわり過ぎるあまり、望に試合の動きを強制し、なぎさの膝を壊す戦術を採るが、望の言葉で自らの過ちに気付き反省の弁を述べる。その後は望の自主性を尊重するようになり、彼女とも強い信頼関係を生んでいる。
過去には選手、または監督として準決勝まで駒を進めたことがある。

### 横浜翔栄高校
私立高校で、前年度の団体戦優勝校。バドミントンの特待制度があり、AランクからCランクの評価によって学費免除が受けられる額面が異なる（Aは全額免除、Bは半額、Cは2割5分）。ユニフォームは白のテニスウェア風。
橋詰 英美（はしづめ えみ）
横浜翔栄のエース。東京都の中学からA特待生で横浜翔栄に入学した。
それまでなぎさとは直接対決しておらず、望には敗れているが、2人と互角かそれ以上の実力と目されていた選手で、スピードやフットワークなどのフィジカル面、近距離でのラケットワークなど技術面は申し分ない。反面、本気を出すことが出来ず自分に自信が持てないなどメンタルに不安を抱えており、試合前に激励を求めたり、試合中も監督に助言を求め心の拠り所にしようとする脆い一面もある。また、なぎさや望という猛者に恐れを感じ、練習に対して真摯でない部分もあった。修正能力にも劣っていたため、泉にネット前のレシーブに弱いという弱点を衝かれ、団体戦シングルスで敗北する。
なお、団体戦以前にも登場しており、シングルス準決勝で綾乃と対戦し敗退しているが、髪型、髪の色は異なっている。
重盛 瑞貴（しげもり みずき）
橋詰とタッグを組んだダブルスの選手で、そばかすと外にハネた髪型が特徴。C特待生として横浜翔栄に入学する。一人称はウチ。
技能・体力でほかの選手に劣るが、試合の流れを見極める大局観に長けており、視野も広い。ダブルスでは心理面・作戦面で英美をサポートする。「出来ることをやり、出来ないことはやめる」がモットー。ダブルスとシングルの両方で綾乃と対戦する。泥臭いまでに前向きな性格で向上心が強く、またどんな相手に対してもリスペクトを怠らない姿勢が、綾乃、そして親友である橋詰の心を激しく揺り動かす。
木叢（こむら）
横浜翔栄の監督。角刈りと大きな顎が特徴の大男。倉石とは優勝常連校同士の誼で、互いに策をめぐらすライバルとなっている。一方、管理型の倉石とは正反対に生徒たちの自主性を重んじるタイプで、選手に対して客観的評価しかしてこなかったが、重盛の積極性を見て胸を打たれ、抑圧していた感情を曝け出すようになる。また、倉石の発言によると、選手を大会決勝まで導いたことがある。

### インターハイ出場の選手
益子 泪（ましこ るい）
高校バドミントン三強の一人。栃木県代表、宇都宮学院3年で、全日本ジュニア選手権覇者であり、国際試合でも結果を残している。バドミントン経験者である両親とインカレ出場経験を持つ兄（推）のバドミントン一家に育った。馴れ馴れしい性格で、大胆不敵な部分を持ち、自分のことを俺と言ったり私と言ったりする、また、知人やマスコミに対し途端に不機嫌で傍若無人な態度を返したりするなど、メンタル面にムラを持っている。そのため、春の選抜では調子が出ずに早期敗退している。
その一方でフィジカル面は申し分なく、身長172cmでサイズとリーチがあり、センスも高い。また左利きであり、いわば背の高い羽咲綾乃のような選手。壁に当たったことがない天才と評されるほど特にこれと言った弱点はなく、試合で負けた試合は本人が負けようと思った日であり、本人の実力不足で負けたことは一度もない。
少女時代から、周囲から高い評価を受けており、また自身も純朴で爛漫な部分を見せていたものの、相手に対して一切手を抜かない性格だった。そのため、品が悪いと決めつけられ、それを良しとしない両親（特に義母）から激しくなじられていた。また、唯一自分を庇ってくれた兄を慕っていた一方で、何かと実子である兄を優遇しようとしていた親への反抗心からか、スカウトの目の前で兄を完膚なきまでに叩きのめしたことで、その兄からも陰口を叩かれるようになって心の逃げ場を失うことになる。その後は周囲の天才という無責任な賞賛とともに距離を置かれるようになって次第に孤独に追いやられ、バドミントンへの楽しさも忘れ、ただ勝負に勝つことだけが唯一、自身の存在を世に示すものという意識が勝り、超然とした振る舞いだけをするようになるなど完全に性格を歪めてしまった。だが、彼女の本心は、誰よりも他人からの愛情に飢えていたために起こされたものであり、高校進学後の寮で一人夜中にふらっと起きて一人啜り泣く姿も旭によって目撃されている。
本戦ではそんなメンタル的な問題もあって、綾乃に接戦の末敗れるものの、その後、パートナーの旭、慕っていた義兄の推、ライバル視していた津幡など、見えていなかった周囲の存在を再認識することによって、苛まされていた孤独感から解放され、次第に晴れやかな表情となり、後日のダブルスでは準決勝の埼玉栄枝高校、決勝相手のフレゼリシアの美里・白石ペアも圧倒し、優勝している。
中学時代の神藤綾乃を知っている人物でもあり、綾乃が選手権を棄権しなければ対戦カードとして当たる予定だった。また本人の前で、（境遇が同じ波長を感じたため）あのときの綾乃と戦いたかったと告げている。そして、それだけが唯一、彼女にとって気分を高揚させる原動力となっていた。一方、昨年度のインターハイで、なぎさも彼女を目撃しているが、それは全く意識していない。
旭 海莉（あさひ かいり）
益子とダブルスを組んでいる宇都宮学院の生徒。芹ヶ谷と笹下のペアを準々決勝で、美里と白石のペアを決勝で破っているなど、隠れた実力者。また、普段は冷静で物事の分別もつく良識の持ち主だが、怒らせた時にはヤンキー張りの口調で益子を威圧しているなど、感情屋の益子を御することができる唯一の人物。益子をコントロールするには自分しかいないと思っている節がある。
津幡 路（つばた みち）
高校バドミントン三強の一人。加賀雪嶺高校3年。活発で感情的な性質の持ち主。髪は長く後ろをバレッタで留めている。地方大会の優勝常連、春の選抜では準優勝、前年度、夏のIH個人戦では3位の実力者で、具体的な明記はされていないが、志波姫を破ったこともあるほか、海外遠征経験も持つ。一方で、子供のころから益子には一度も勝てたことがないため、猛烈に彼女をライバル視している反面、彼女とはずっと友達になりたい願望も抱いていた（声をかけられなかったのは、彼女に全く意識されていないと誤解していたから）。少女時代からは恵まれたフィジカルを注目され、周囲からは「力の津幡」と評されていた。また、かつてはずっとふくよかな体型だったが、益子に惨敗したことがきっかけで、スピードを付けるため減量をこなしている。癖のある軌道を持った重いスマッシュを武器とする攻撃型で、それを操るスピードとコントロールも持ちあわせている。三強の中では、実績は益子、志波姫に劣るものの、それでも豊橋や久御山など、他の強豪選手からは一度も勝てたことがないレベルの違う相手という印象を持たれていた。
インターハイ個人戦では第2シードとして出場している。また、準決勝でも一時的にコニーにリードしていたが、ワンパターンな攻撃を見透かされたことで、すぐに地力の違いを見せつけられ、大差で敗れることになる。
経験者らしき姉がいる。
狼森あかね（おいのもり あかね）
青森県代表、青森高田高校の強豪。卓越した敏捷性と運動量を持つスピード重視の攻撃型。インターハイ4回戦で綾乃と対戦し敗れる。単純なスピードは今大会最速で綾乃より速いが、読みの速さで翻弄され、善戦するも綾乃に破れる。綾乃に負ける可能性もあると思ったが、ライバル視の志波姫のところまで行くまで負けられないと強く願っていた。豊橋と違って、昔は無印の選手だったことで有名選手に対して一定のコンプレックスも持っている。
豊橋アンリ（とよはし アンリ）
愛知県代表、尾張渋川高校3年。1年からインターハイ出場を続けていた強豪の一人で、狼森とは異なり、昔から注目を浴びていた。綾乃に似た、ひたすらラリーを続けるバドミントンを得意とする防御重視型で、2回戦で綾乃と対戦し、善戦の末に敗れる。ライバル視していた相手は益子であり今年こそ倒すつもりであったが、今大会で綾乃に負けて引退を告げ、その際にまた綾乃と対戦をしたいと返している。また、友達が多く、多くの校友が応援に来ており、志波姫はそんな彼女の姿を見て、コニーに「本来の高校生部活の理想の形」と告げていた。その前後でも、久御山や狼森に話しかけたりしているなど、基本的に社交的な性質。
久御山久世（くみやま くぜ）
京都府代表、宇治天神山高校の生徒で、立花が挙げていた全国レベルの強豪の一人。長髪のポニーテール。IH個人戦では第3シードとして出場するが、4回戦でなぎさにフルセットの末に敗れている（なぎさも、力だけで勝てる相手じゃない、という印象を与えている）。豊橋とは昔からの知り合いであり、彼女とともに津幡には勝てなかったため、自分よりずっと格上の選手と見なしていた。
細井 駿（ほそい しゅん）※
声 - 岩崎諒太
東鳳高校1年。県予選男子シングルスで、ベスト4に残った実力者。行輝と対戦し圧勝した。

### 綾乃の家族
羽咲 有千夏（はねさき うちか）
声 - 大原さやか
綾乃の母であり、バドミントン女子シングルス全日本総合優勝10連覇を成し遂げた実力者。旧姓は神藤（しんどう）。25の時に幼馴染の心太朗と結婚、長女の綾乃を儲ける。
綾乃を出産した直後は、彼女をバドミントン選手として育てる気はなかったが、後に彼女に潜む天才的なセンスを見出してしまい、「天才は作れる」という仮説に基づき、バドミントン教室を開きながら、彼女にも英才教育を施すようになる。それゆえ、綾乃が初めて試合で敗れたときに、いつでも甘えることができる存在は不要と判断し、義父らに相談の末に、家を出て行く決断をする。また、選手のうちは海外遠征の機会も多く、その間も、デンマーク人のコニー・クリステンセンや中国人の麗暁などのプロ選手を、綾乃を強くしてくれるライバルとして育成していた。
日本に帰国した際は、後ろめたさや照れくささなどから綾乃と会うことを避けるが、逆に愛想を尽かされた娘から絶縁を宣言されたことで、母親として間違った接し方をしていたことに気付き、次第に複雑な感情を見せるようになる。なお、綾乃の親友であるエレナは彼女の姿を見たことがなかったが、大会で彼女と邂逅し、娘の試合を見届けるように強く迫られる。
若いころから、かなりずれた性格であり、明美に誘われたオシャレなカフェでミリタリーのジオラマを作ったりしている場面も。
羽咲 心太朗（はねさき しんたろう）
綾乃の父で、有千夏とは幼馴染みの間柄だった。有千夏と異なり背は低い。穏やかな性格で、バドミントンのことは詳しくないが、一定の距離を置きながらも綾乃と有千夏の関係修復を強く望んでいる。
マシャシィ、チヨー
声 - 後藤哲夫（マシャシィ）、伊東みやこ（チヨー）
綾乃の祖父母であり、心太郎の両親。
江戸時代から続く老舗和菓子屋、咲花堂を営んでいる。高齢のため滑舌が悪い。

### その他
松川 明美（まつかわ あけみ）
バドミントン雑誌『バドラッシュ』記者。42歳。有千夏と同級生で、同じナショナルチームで過ごした経緯がある。また、かつては友人としての付き合いもあり、結婚式に招待されたりもしていた。優れた洞察力を持っており、健太郎や有千夏、ヴィゴなど周囲の大人たちを軌道修正するなど、作品の防波堤的役割を果たしている。また、一人の記者として、小学生のころから志波姫を自分好みの選手として追っていた。アニメ版には登場していない。
ヴィゴ・“スピリッツ”・キアケゴー
BWF特別顧問であり、デンマーク出身の元バドミントン選手。全英オープン4連覇、オリンピックでヨーロッパ唯一の金メダル獲得を成し遂げる。綾乃をBWFの育成メンバーに加えることを目論み、麗暁に勝てば母親に会わせてやると伝え、彼女を囲もうとするが、最終的には断られる。しかしこのことが後に、綾乃のバドミントン選手としての本能を呼び覚まさせることになるなど、作中のキーパーソンとなっている。後に綾乃が決意を固めてからは彼女自ら育成メンバーに加わり、彼女にマンツーマンコーチを施している。
アンヌ
ヴィゴの秘書で、綾乃のコーチも兼任している。元は将来を嘱望されたバドミントン選手だったようで、ヴィゴ自身も強く期待を寄せていた。
王 麗暁（ワン リーシャオ）
世界ランク1位の中国人プロ選手。童顔の大人。
有千夏にバドミントンを教わった一人。有千夏の提案で高校生に扮して羅 小麗（ルオ シャオリー）を名乗り、綾乃と練習試合を行う。そのワンマッチの試合では敗れはするが、周囲は手加減していたと見ている。上背は綾乃とあまり変わらない。
赤羽 玲二（あかばね れいじ）
世界ランク8位のプロ選手。北小町のOBであり、健太郎の同級生。

## 書誌情報

### 単行本
- 濱田浩輔 『はねバド！』 講談社〈アフタヌーンKC〉、全16巻
  1. 2013年10月7日発売[講 1]、ISBN 978-4-06-387927-8
  2. 2014年2月7日発売[講 2]、ISBN 978-4-06-387955-1
  3. 2014年7月7日発売[講 3]、ISBN 978-4-06-387983-4
  4. 2014年11月7日発売[講 4]、ISBN 978-4-06-388008-3
  5. 2015年4月7日発売[講 5]、ISBN 978-4-06-388043-4
  6. 2015年9月7日発売[講 6]、ISBN 978-4-06-388082-3
  7. 2016年2月5日発売[講 7]、ISBN 978-4-06-388116-5
  8. 2016年8月5日発売[講 8]、ISBN 978-4-06-388165-3
  9. 2016年12月7日発売[講 9]、ISBN 978-4-06-388221-6
  10. 2017年5月1日発売[講 10]、ISBN 978-4-06-388254-4
  11. 2017年10月6日発売[講 11]、ISBN 978-4-06-388291-9
  12. 2018年3月7日発売[講 12]、ISBN 978-4-06-511097-3
  13. 2018年7月6日発売[講 13]、ISBN 978-4-06-511877-1
  14. 2018年11月22日発売[講 14]、ISBN 978-4-06-513446-7
  15. 2019年6月7日発売[講 15]、ISBN 978-4-06-515719-0
    - 特装版 同日発売[講 16]、ISBN 978-4-06-515720-6

  16. 2019年11月7日発売[講 17]、ISBN 978-4-06-517483-8

### 小説
『小説 はねバド！』は、2018年6月29日に講談社の講談社ラノベ文庫から発売された外伝小説。原作・カバーイラストは原作者の濱田浩輔、小説は望月唯一が担当する。ISBN 978-4-06-512573-1。
本編から1年前のフレゼリシア女子短大付属高校を舞台とし、バドミントン部新主将となった志波姫唯華をメインキャラクターとして物語が展開される。唯華がメインキャラクターに選ばれた理由として、原作者の濱田は「綾乃以外で語られてない人気ヒロインとして唯華を選んだ」と語っている。

## テレビアニメ
| 原作                 | 濱田浩輔 |
| 監督                 | 江崎慎平 |
| シリーズ構成         | 岸本卓 |
| キャラクターデザイン | 木村智 |
| プロップデザイン     | 石原恵治、中山見都美                                                                                              |
| 美術監督             | 井上一宏 |
| 美術設定             | 志和史織、岩澤美翠                                                                                                |
| 色彩設計             | 辻田邦夫 |
| 撮影監督             | 野澤圭輔 |
| 3DCGI                | Felix Film |
| 編集                 | 長谷川舞 |
| 音響監督             | 若林和弘 |
| 音楽                 | 加藤達也 |
| 音楽制作             | 東宝ミュージック                                                                                                  |
| 音楽プロデューサー   | 水野大輔、小林健樹                                                                                                |
| プロデューサー       | 細井駿介、古川慎、渡瀬昌太 加瀬直人、馬場楊子 多田祐一、里見哲朗 櫻井宣貴、Bruce Chiou 新家朋人（アニメーション） |
| アニメーション制作   | ライデンフィルム                                                                                                  |
| 製作                 | 「はねバド！」 製作委員会                                                                                         |

2018年7月から10月にかけてTOKYO MXほかにて放送された。全13話。キャッチコピーは「わたしの全てを、このコートに―!!」。

### 製作
企画立案は原作4巻が発売された2014年に行われた。当時、バップでプロデューサーをしていた細井駿介が企画を立案した。細井は原作者の濱田浩輔が『週刊少年ジャンプ』で連載していた『パジャマな彼女。』が好きで購読しており、その連載終了後『good!アフタヌーン』で連載開始した本作も購読していた。本作の原作4巻発売後、内容が本格派スポーツ作品としての舵を切ったと感じた細井は企画書を作成、2015年3月に講談社に持ち込み、同時にライデンフィルムへアニメーション制作を依頼した。この時点では、監督を江崎慎平が務めることだけが決まっていた。シリーズ構成・脚本の岸本卓は、企画当時、江崎が監督を務めていた別の劇場作品で脚本を務めた際に「次回作も一緒にやりたい」という話になり本作に起用された。企画立案後、諸事情により企画自体が中止になりかけるが、本作を製作するために細井が東宝へ移籍、本格的に企画が始動した。
アニメーション制作は監督、シリーズ構成、キャラクターデザインなど、それまでライデンフィルムが制作した作品で主力を担ったメンバーが集結している。また、ライデンフィルムのプロデューサー新家朋人をはじめとする制作スタッフにはバドミントン経験者が多いという。
本作では取材協力・協賛企業・コラボレーションパートナーとして、日本バドミントン協会やヨネックス、ミズノ、ゴーセン、薫風スポーツといったバドミントン用品を取り扱うメーカーが参加しており、作中にも各企業の商品やロゴがそのまま登場するほか、登場人物がラケットを紹介するなどのコラボレーションが行われている。また、再春館製薬所、慶応義塾大学、埼玉栄高等学校、甲斐清和高等学校などバドミントンの強豪として知られる実業団、バドミントン部が取材協力として参加している。各選手が絵コンテの通りにプレーした映像を使用しロトスコープ（モデルの動きをトレースしてアニメーションを制作する手法）に近い手法で作画している。また地味な部分に拘るためシャトルは練習で使う痛んだ物を別途CGで作成するなどしている。
音響制作では、音声データ、劇伴、効果音を映像と合わせるダビング作業において、スケジュールなどの関係から画面に色が付いていることが少ない近年のテレビアニメ作品と違い、オールカラーの状態でダビングを行っている。音響効果は、実際にインターハイや高校で収録した音を元に、アニメーション向けに加工したもの使用している。音響効果に使用されるデータ量は通常のテレビアニメの4倍となっている。
音楽制作は、一般的な制作手法のほかに、映像に合わせて劇伴を制作するフィルムスコアリング方式も採用している。またオープニング主題歌の作曲としていきものがかりの水野良樹が参加している。

### シナリオ構成
物語の展開やキャラクター設定の一部は原作から大きく変更されている。特に試合に関しては最終的な勝敗は同じでも、そこに至るまでの過程が大きく変更されているものもある。これはアニメ企画が講談社内で動き出した2015年に発売されていた原作5巻および6巻が作品内でキャラクターの内面が複雑化してきた時期であり、その部分をひも解いてアニメに反映させるため、濱田や講談社の許諾を得た上で原作のシナリオを新たに再構成している。そのため、アニメ序盤の雰囲気が原作の5巻および6巻の雰囲気に寄せられている。シナリオは原作から変更した部分も原作と同じ効果を持たせられるように、シナリオ会議が始まった段階における原作の各キャラクターの状態から逆算してシナリオを制作している。特に綾乃に関しては、ある程度分かりやすく整理をして視聴者を混乱させないように、原作から大きく再構成されている。また、作品の要となる「才能と努力」について、いろいろな切り口から描くためにメインのキャラクター以外にも、原作では描かれていない北小町高校の部員たちの努力や苦悩などもアニメでは詳細に描かれている。
原作者の濱田や原作編集担当の高橋は、アニメスタッフに聞かれたことに答える程度で、基本的なシナリオ制作はすべて制作スタッフに任せている。そのため、アニメのシナリオ制作には基本的には関わっていない。

### 放送・配信
2018年7月2日より、TOKYO MX、BS11、AT-X、関西テレビで放送開始。同年7月4日からはAbemaTVほかにて配信も開始。
2018年9月7日、アニメ公式ホームページにて9月10日放送予定の第11話以降の放送の延期が発表された。これは前日に発生した北海道胆振東部地震の影響により、撮影監督の野澤圭輔を中心に本作の撮影作業を行っていたグラフィニカ札幌スタジオが被災。北海道全域におよぶ大規模停電の影響により撮影作業を継続することが不可能となり、製作委員会や関係各社の協議の結果、第11話から13話（最終回）までの放送が延期となった。11話以降の放送は延期した翌週の9月17日から順次放送された。

### あらすじ（アニメ版）
とある雨の日、全日本ジュニア選手権で北小町高校バドミントン部の主将、荒垣なぎさは中学3年生の少女にスコンクで惨敗する。それから半年後、3年生となったなぎさは、半年前の経験からスランプに陥り、「才能がないなら努力するしかない」と他の部員にも厳しく当たっていた。その厳しすぎる練習により、ほとんどの部員はバドミントン部を辞めてしまう。ある日、なぎさはテニス部で1年生の羽咲綾乃が部活見学をしている姿を目撃し動揺する。彼女こそが半年前、なぎさをスコンクで打ち負かした少女であった。そして、新たにコーチとして元オリンピック候補の立花健太郎が就任した日、幼馴染の藤沢エレナに連れられてやってきた綾乃は、その才能を見抜いた健太郎や綾乃の事情を知っているエレナからバドミントン部に入るよう勧められる。「たかがスポーツ」と入部を拒否する綾乃に対し、なぎさはエレナの提案した試合形式の勝負を受ける。試合は途中で打ち切られてしまうが、エレナがバドミントン部のマネージャーになると宣言したことにより、綾乃はエレナとともにバドミントン部に仮入部することになる。綾乃たちが仮入部した後も、スランプから抜け出せないなぎさは綾乃やほかの部員に厳しく当たる。その様子を見ていた健太郎はなぎさに試合を持ちかける。試合の中、なぎさのスマッシュを分析した健太郎はスランプの原因を看破する。健太郎のアドバイスによりスランプを脱したなぎさは、部員たちにそれまでのことを謝罪し、改めて仲間と心を一つにする。
一方、仮入部中の綾乃は徐々にバドミントン部に馴染み始めるが、そんなとき、港南高校の1年生エース・芹ヶ谷薫子が綾乃の前に現れる。薫子を前に動揺を隠せない綾乃は、薫子から挑まれた試合にも負けてしまう。次の日から学校に来なくなった綾乃に対し、エレナは薫子と過去に何があったのか聞きだす。薫子は中学生時代、綾乃との試合の前に風邪をひいてしまい、対等な条件で戦うために綾乃に自らの風邪をうつし、最終的に薫子が試合に勝利する。そして、その試合の直後に綾乃の母・羽咲有千夏は姿を消してしまった。母が戻ってくることを祈り、試合に勝ち続けていた綾乃だったが、海外で有千夏が若手選手の育成をしていることを知ったことにより、バドミントンをやる意味を失い辞めてしまっていた。幼いころから綾乃が楽しそうに母と練習をしている姿を傍で見てきたエレナは、「それでも綾乃はバドミントンをやった方がいい」という想いから、なぎさに協力をお願いする。そして、公園でのなぎさとの試合を通して綾乃はバドミントンの楽しさを思い出す。その後、綾乃とエレナは正式にバドミントン部に入部することになる。

### 主題歌
オープニングテーマ「ふたりの羽根」（第1話 - 第13話）
作詞・編曲 - ヤマモトショウ / 作曲 - 水野良樹 / 編曲補 - manzo / 歌 - YURiKA
エンディングテーマ「ハイステッパー」（第2話 - 第13話）
作詞・作曲・歌 - 大原ゆい子 / 編曲 - 吉田穣
第3話はAcoustic Ver.を使用。
挿入歌「ユアフライト」（第11話）
作詞・作曲・歌 - 大原ゆい子 / 編曲 - 吉田穣

### 各話リスト
| 話数 | サブタイトル               | 脚本       | 絵コンテ        | 演出              | 作画監督                                                            | 総作画監督 |
| ---- | -------------------------- | ---------- | --------------- | ----------------- | ------------------------------------------------------------------- | ---------- |
| #1   | スッゴい才能！             | 岸本卓     | 江崎慎平        | 江崎慎平          | 石原恵治 北原広大                                                   | 木村智     |
| #2   | 運動の後の肉は格別ッス！   | 岸本卓     | 徳土大介        | 徳土大介          | 佐野陽子 池田志乃                                                   | 丸山修二   |
| #3   | アイツは完璧だった         | 江崎慎平   | 飯野まこと      | 西川将貴          | 斉藤健吾 飯野まこと                                                 | 飯野まこと |
| #4   | 私も今、迷子なんだ         | 宮尾百合香 | 飯野慎也        | 飯野慎也          | 平村直紀 鳥山冬美                                                   | 木村智     |
| #5   | 一人じゃないよ             | 宮尾百合香 | 飯野まこと      | 池田ユウキ        | 西道拓哉 櫛渕まなぶ 武田牧子                                        | 丸山修二   |
| #6   | 最後の夏なんだもん！       | 池田臨太郎 | 吉岡忍          | 黒田健司 宮澤良太 | 中野良一 渡邊和夫 坂口蒼星 石原恵治                                 | 飯野まこと |
| #7   | あんな子、瞬殺してみせる   | 岸本卓     | 徳土大介        | 網修次郎          | 池田志乃 松井理和子 古谷梨絵                                        | 木村智     |
| #8   | 私のやりたいバドミントン   | 池田臨太郎 | 畑博之          | 川尻健太郎        | 北原広大 佐野陽子 畠山佳苗                                          | 渡邊和夫   |
| #9   | なりたいのは"友達"じゃない | 宮尾百合香 | 鏑木ひろ        | 下平佑一          | 平村直紀 なまためやすひろ 吉田伊久雄 藤澤俊幸                       | 飯野まこと |
| #10  | バックハンドの握りはこう   | 岸本卓     | 今泉賢一        | 宮澤良太          | 中山和子 清原寮 沼田広 関本美穂 西村元秀 皆春羊二 丸山修二 渡邊和夫 | 丸山修二   |
| #11  | バドミントンが好きだから   | 岸本卓     | 板井寛樹        | 板井寛樹          | 中野良一 小梶慎也 西真由子 石原恵治 栗西祐輔 清水博幸               | 渡邊和夫   |
| #12  | 足を前に出しなさいよ！     | 岸本卓     | 斎藤久 江崎慎平 | 池田ユウキ        | 藤澤俊幸 なまためやすひろ 池田志乃 佐野陽子                         | 飯野まこと |
| #13  | あの白帯のむこうに         | 岸本卓     | 江崎慎平        | 江崎慎平          | 北原広大 松井理和子 芳賀恵理子 木村智                               | 木村智     |

### 放送局
| 放送期間               | 放送時間                     | 放送局     | 対象地域   | 備考                                 |
| ---------------------- | ---------------------------- | ---------- | ---------- | ------------------------------------ |
| 2018年7月2日 - 10月1日 | 月曜 0:00 - 0:30（日曜深夜） | TOKYO MX   | 東京都     |                                      |
|                        |                              | BS11       | 日本全域   | 製作参加 / BS放送 / 『ANIME+』枠     |
|                        |                              | AT-X       | 日本全域   | 製作参加 / CS放送 / リピート放送あり |
|                        | 月曜 1:55 - 2:25（日曜深夜） | 関西テレビ | 近畿広域圏 |                                      |

| 配信期間               | 配信時間                     | 配信サイト |
| ---------------------- | ---------------------------- | --- |
| 2018年7月4日 - 10月3日 | 水曜 0:30 - 1:00（火曜深夜） | AbemaTV Abemaアニメチャンネル |
| 2018年7月 -            | 不明                         | Amazonプライム・ビデオ dアニメストア FOD Google Play YouTube HAPPY!動画 J:COMオンデマンド ビデオパス みるプラス Rakuten TV TSUTAYA TV アニメ放題 U-NEXT ゲオTV ニコニコ生放送 ニコニコチャンネル バンダイチャンネル ビデオマーケット ふらっと動画 GYAO!ストア GYAO! ひかりTV ムービーフル あにてれ |

なお、第11話以降の放送は上記の通り、同年9月6日に発生した北海道胆振東部地震の影響により全局で放送が延期された。

### BD / DVD
| 巻 | 発売日         | 収録話          | 規格品番   | 規格品番   |
| 巻 | 発売日         | 収録話          | BD         | DVD        |
| -- | -------------- | --------------- | ---------- | ---------- |
| 1  | 2018年9月19日  | 第1話 - 第3話   | TBR-28280D | TDV-28286D |
| 2  | 2018年10月17日 | 第4話 - 第5話   | TBR-28281D | TDV-28287D |
| 3  | 2018年11月14日 | 第6話 - 第7話   | TBR-28282D | TDV-28288D |
| 4  | 2018年12月19日 | 第8話 - 第9話   | TBR-28283D | TDV-28289D |
| 5  | 2019年1月16日  | 第10話 - 第11話 | TBR-28284D | TDV-28290D |
| 6  | 2019年2月13日  | 第12話 - 第13話 | TBR-28285D | TDV-28291D |

## ゲーム
三国志大戦
セガ・インタラクティブのアーケードゲーム。
2017年12月20日より、本作の綾乃をモデルにした関銀屏（声 - 赤﨑千夏）が登場している。